# Tachina dispartita
Tachina dispartita là một loài ruồi trong họ Tachinidae.